# کازی اوپیا
کازی اوپیا (به انگلیسی: Cazzi Opeia) (زاده ۱۰ نوامبر ۱۹۸۸) خواننده سوئدی است.